# Водопровод

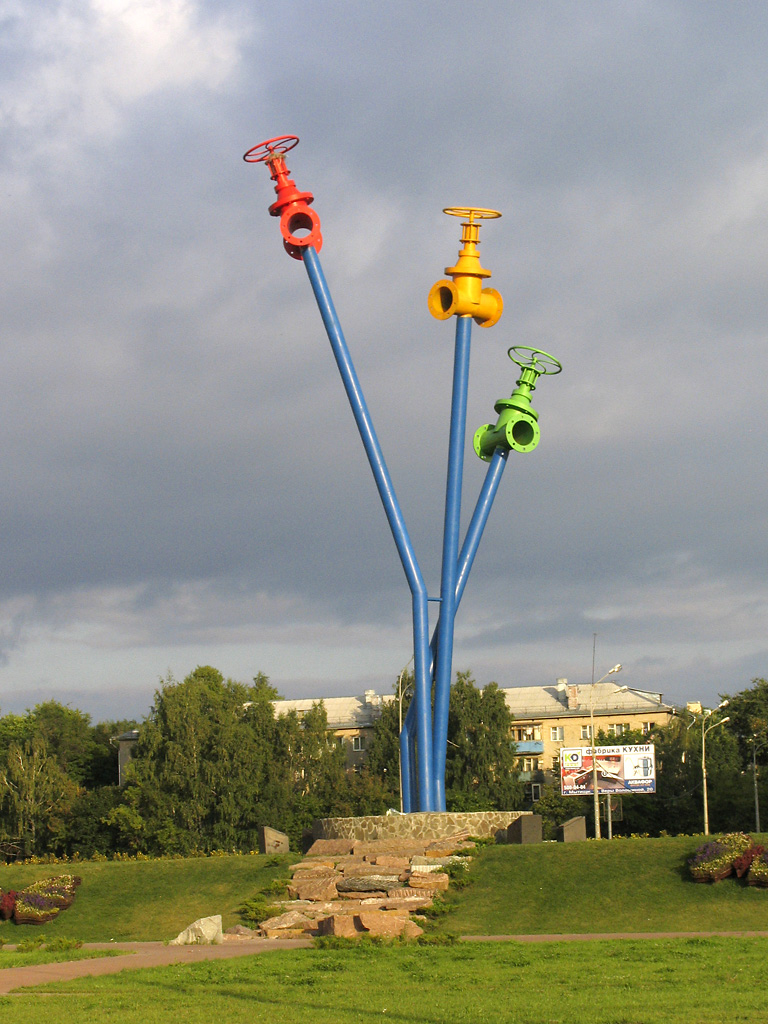
Памятник водопроводу в Мытищах, установлен в честь 200-летия первого российского водопровода

Водопрово́д — система непрерывного водоснабжения потребителей, предназначенная для проведения воды для питья и технических целей, обыкновенно из водозаборных сооружений в другое — к водопользователю (городские и заводские помещения) преимущественно по подземным трубам или каналам; в конечном пункте, часто очищенная от механических примесей в системе фильтров, вода собирается на некоторой высоте в так называемых водоподъёмных башнях, откуда уже распределяется по городским водопроводным трубам. Объём водозабора определяется водомерными приборами (т. н. водомерами, водосчётчиками). Водонапорной силой водопровода пользуются и для гидравлических целей.

## История

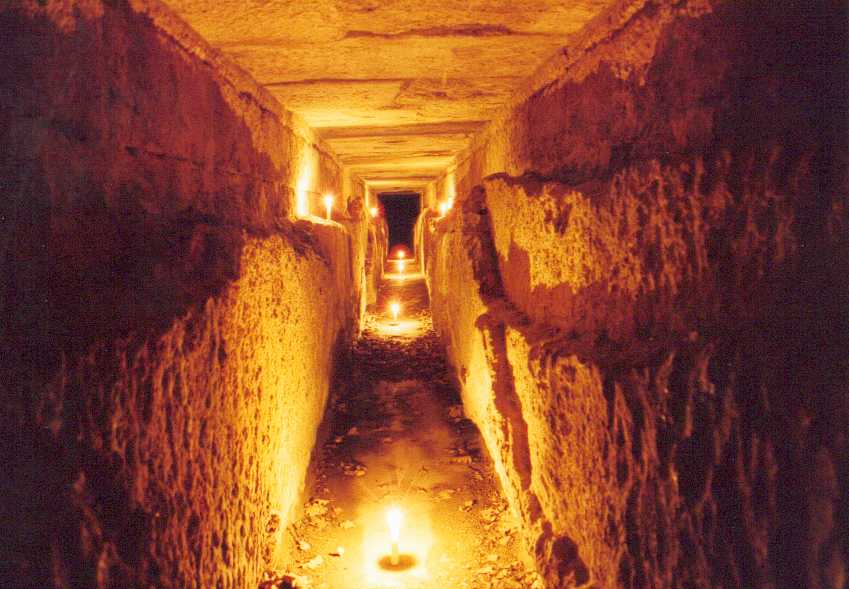
Водопровод внутри Пон-дю-Гара, середина I в. н. э.

Первые водопроводы появились в Месопотамии примерно 4000 лет до н. э., в частности, первые водопроводы обнаружены в храме Бела в Ниппуре и в Эшнунне. Глиняные трубы использовались для отвода сточных вод и сбора дождевой воды в колодцы. В городе Урук находится старейший (около 3200 г. до н. э.) пример сделанной из кирпича общественной уборной, построенной над системой канализационных труб из обоженной глины. Глиняные трубы позднее использовались в хеттском городе Хаттуса. Они были легко отсоединяемыми и заменяемыми, их можно было чистить. Водопроводы упомянуты в Библии (4 Книга Царств, Ис. VII, 3, II Пар. XXXII, 30).
Поликрат в VI веке до н.э. построил на острове Самос водопровод, по которому шла родниковая вода, в его состав входил тоннель протяжением более 1000 метров. В древнегреческом Пергаме был сооружен водопровод из свинцовых труб, в котором использовалось изобретение механика Ктезибия. Древние Афины в период их расцвета, когда их население достигло 200 тыс. человек, имели 18 водопроводов, по которым вода шла в город с гор. Но самая передовая система водоснабжения древности была создана в Древнем Риме. Первый водопровод для снабжения римской столицы, Aqua Appia, был открыт в 312 году до н.э. К концу III века н.э. число водопроводов, снабжавших водой Рим, достигло 11. Остатки обширных сооружений, строившихся римлянами для снабжения водой городов в покоренных провинциях, сохранились у Арля, Авиньона, Аркёя, Стамбула, Лиона, Майнца, Нима и Трира. Римские водопроводы пересекали большие долины с помощью акведуков.
В Средние века большинство древнеримских водопроводов были запущены и развалились. Потребности городов удовлетворялись из колодцев, вырытых внутри городских стен. Первые сведения о создании водопроводов в средневековых городах Европы относятся к XII—XIII векам, однако сооружение подобных систем не поспевало за ростом населения городов, что способствовало эпидемиям. Так, в 1247 году в Лондоне проведена была свинцовая труба от источника в Тайберне к большой цистерне в Чипсайде, а в XV столетии к ней добавились трубопроводы из Уэстборн Спрингс в Паддингтоне и из Хайгейта. В 1582 году голландцем Питером Моррисом построено было первое водяное колесо в арке Лондонского моста, в 1593 году Бевис Балмер соорудил в Брокен-Уорф первую насосную станцию, а в 1613 году введён в строй спроектированный Эдмундом Колтхерстом 42-мильный (68 км) водоканал из Хартфорда. Однако во время и Великой чумы 1665 года, и Великого пожара 1666-го эти устройства оказались практически бесполезными. В 1623 году в Париже начал действовать акведук Медичи, но основная масса населения города вплоть до начала XIX века пользовалась водой из Сены, куда также сливались нечистоты.
В XI или начале XII века первый водопровод из деревянных труб появился на Ярославовом дворище в Новгороде.
Московский Кремль имел водопровод с XV века. Первая городская водопроводная система в Москве (Мытищинский-Московский водопровод) появилась в 1804 году (см. История московского водопровода). Петербургский водопровод заработал в конце 1863 года. В Коломне первый водопровод был построен в 1902 году на средства Марии Шевлягиной.

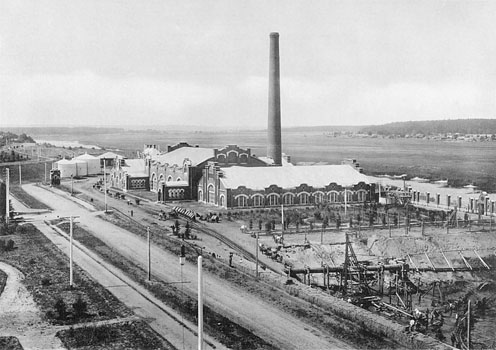
Машинное здание Рублёвской насосной станции, 1913 год

Лишь изобретение паровых машин позволило применить для перекачивания воды плунжерные, а затем и центробежные насосы и перейти к устройству напорных водопроводов. В XIX веке в городах Европы стали сооружаться обширные системы водопроводов и появились системы очистки воды. На очистных станциях сначала применялось отстаивание с фильтрованием, затем стал применяться метод коагулирования. В домах горожан стали появляться водоразборные краны, умывальники, души и ванные, но лишь во второй половине XIX века стали строиться водопроводы, которые могли доставлять воду жителям самых верхних этажей. На рубеже XIX и XX веков происходил переход к снабжению городов очищенной и обеззараженной водой из рек и озер. В Европе преобладал метод озонирования воды, в США и России получило наибольшее распространение хлорирование.
В качестве материала для труб водопровода использовали глину, древесину, медь, свинец, железо, сталь, а с развитием органической химии стали применять и полимеры. Трубопроводы больших диаметров также изготавливали из цемента, железобетона, асбестоцемента, а в последние годы и из различных видов пластика.
Из-за повышенной механической прочности и устойчивости к повышенным температурам в хозяйственном водоснабжении наибольшее распространение получили металлические водопроводы — из оцинкованной стали, нержавеющей стали, чугуна, чугуна высокопрочного с шаровидным графитом (ВЧШГ) и меди. Также используются трубы из синтетических материалов, например, из полиэтилена различной плотности.
В наше время все большее распространение получают полимерные трубопроводы из-за простоты их монтажа и дешевизны продукции, поступающей из развивающихся стран. Ввиду многообразия видов самих полимерных трубопроводов, способов соединения, их эксплуатационные характеристики продолжают оставаться предметом споров, а цены крайне разнятся. В использовании полимерных водопроводов уже накоплен большой опыт. Так, после серии массовых аварий в Северной Америке полностью прекращено применение трубопроводов из полибутена.

## Элементы водопровода
Водопроводы бывают внутренние, находящиеся внутри зданий и сооружений, и наружные — прокладываемые вне зданий и сооружений, как правило под землёй.

### Внутренний водопровод
Внутренний водопровод регламентируют:
- ввод водопровода — трубопровод, соединяющий городской водопровод с внутренним;
- водомерный узел — узел учёта потребления воды, основным элементом которого является водосчётчик;
- установки для повышения напора (повысительные насосы);
- распределительные сети трубопроводов;
- Водоразборная арматура и запорная арматура;
- пожарные краны;
- поливочные краны и т. д.

### Наружный водопровод
Наружный водопровод регламентируют нормы:
- водоразборная колонка
- водозаборные сооружения — инженерное сооружение для забора воды из источника.
- пожарный гидрант — на линии пожарного водопровода, для тушения пожаров, забора воды пожарными автоцистернами.
- смотровой колодец на линии водопровода.
- насосная станция — для повышения давления в системе водопровода до требуемого.
- водоподготовка — система очистки воды, доведения качества воды до качества питьевой воды.

и прочее.

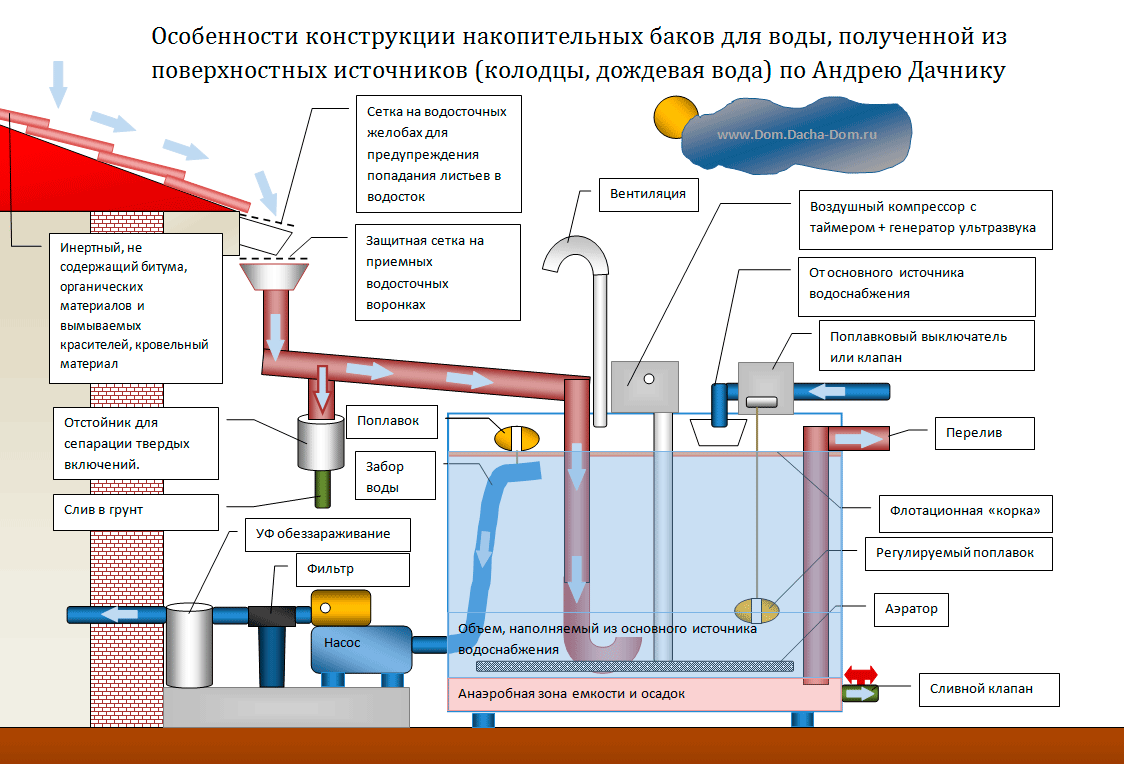
Система накопления и подготовки дождевой воды для водоснабжения дома.

Сети наружного водопровода можно разделить на несколько видов по назначению:
- хозяйственно-бытовой для перекачки воды питьевого качества;
- пожарный (или противопожарный) для предотвращения пожаров;
- производственный (или технологический) — для перекачки воды технического назначения: санитарно-технической цели; охлаждение агрегатов, механизмов, машин; различные производственные цели;
- оросительный/поливочный водопровод для орошения/полива сельскохозяйственных или декоративных растений;
- оборотный водопровод также может существовать для снижения (рационализации) расхода воды на предприятии;
- комбинированный водопровод как способ снизить капитальные вложения в водопровод, например, нередко совмещают пожарный и хозяйственно-бытовой водопроводы в малых населённых пунктах, предприятиях.

## Прокладка трубопровода

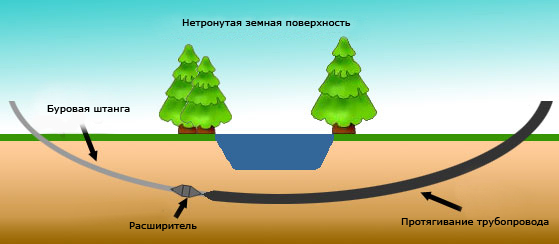
Схема технологии горизонтального направленного бурения

Есть несколько способов прокладки трубопровода:
- наземная по опорам и эстакадам, с утеплением или без;
- подземная прокладка:
  - траншейная с помощью спецтехники: экскаватора, различного рода приспособлений для тракторов; на небольшие расстояния используют ручную силу;
  - бестраншейная технология прокладки, которая возможна при горизонтальном бурении (сокр. ГНБ);
  - коллекторная, выполняется способом щитовой проходки.

Внутренний трубопровод зданий прокладывается:
- в стояках, технических шахтах;
- в штрабах;
- по стенам;
- под плинтусами (трубы из полимерных органических материалов);
- в стяжке пола.

## Эксплуатация водопроводов

### Ремонт водопроводов
Наиболее широко применяющимся жидким ремонтным составом для труб водоснабжения являются смеси на основе цементного вяжущего, остающиеся на сегодняшний день наиболее дешевыми из применяемых материалов. Они обеспечивают эффективную защиту металла трубы от коррозии (выполняя как активную, так и пассивную защитные функции), причем покрытие характеризуется низкой шероховатостью, обеспечивающей высокую пропускную способность восстановленной трубы. Незначительные дефекты покрытия устраняются за счет зарастания их карбонатными отложениями, которые, однако, не накапливаются в покрытой трубе. К недостаткам цементно-песчаных покрытий следует отнести их сравнительно большую (относительно полимерных материалов) толщину. Именно этот фактор выделяется как важнейший из факторов, ограничивающих использование цементных покрытий для восстановления трубопроводов.

## Водопровод в России
Общая протяженность наружных и подземных трубопроводов водоснабжения в Российской Федерации составляет более 800 тыс. км. Большая часть сетей выполнена из металлических труб, многие из которых к настоящему моменту полностью выработали свой ресурс; физический износ трубопроводов в среднем по стране приближается к 70-80 %.
В России действует «Водная стратегия Российской Федерации» до 2020 года, принятая в 2009 году. Ответственными за реализацию Стратегии назначены Минприроды России, Минэкономразвития России, Минрегион России, Минсельхоз России, Минтранс России, Минэнерго России и Минпромторг России с участием иных заинтересованных федеральных органов исполнительной власти.

### Нормативно-технические документы, стандарты
- СН 478-80 (Госстрой СССР) Инструкция по проектированию и монтажу сетей водоснабжения и канализации из пластмассовых труб. Сортамент полимерных труб, гидравлический расчет, указания по монтажу.
- СП 40-108-2004 (Госстрой РФ) Проектирование и монтаж внутренних систем водоснабжения и отопления зданий из медных труб.
- СНиП 2.04.01-85 Внутренний водопровод и канализация зданий
- СП 31.13330.2012 Водоснабжение. Наружные сети и сооружения
- ГЭСН 2001-16 Трубопроводы внутренние